# Stadtpfarrkirche Maria Himmelfahrt (Baden)

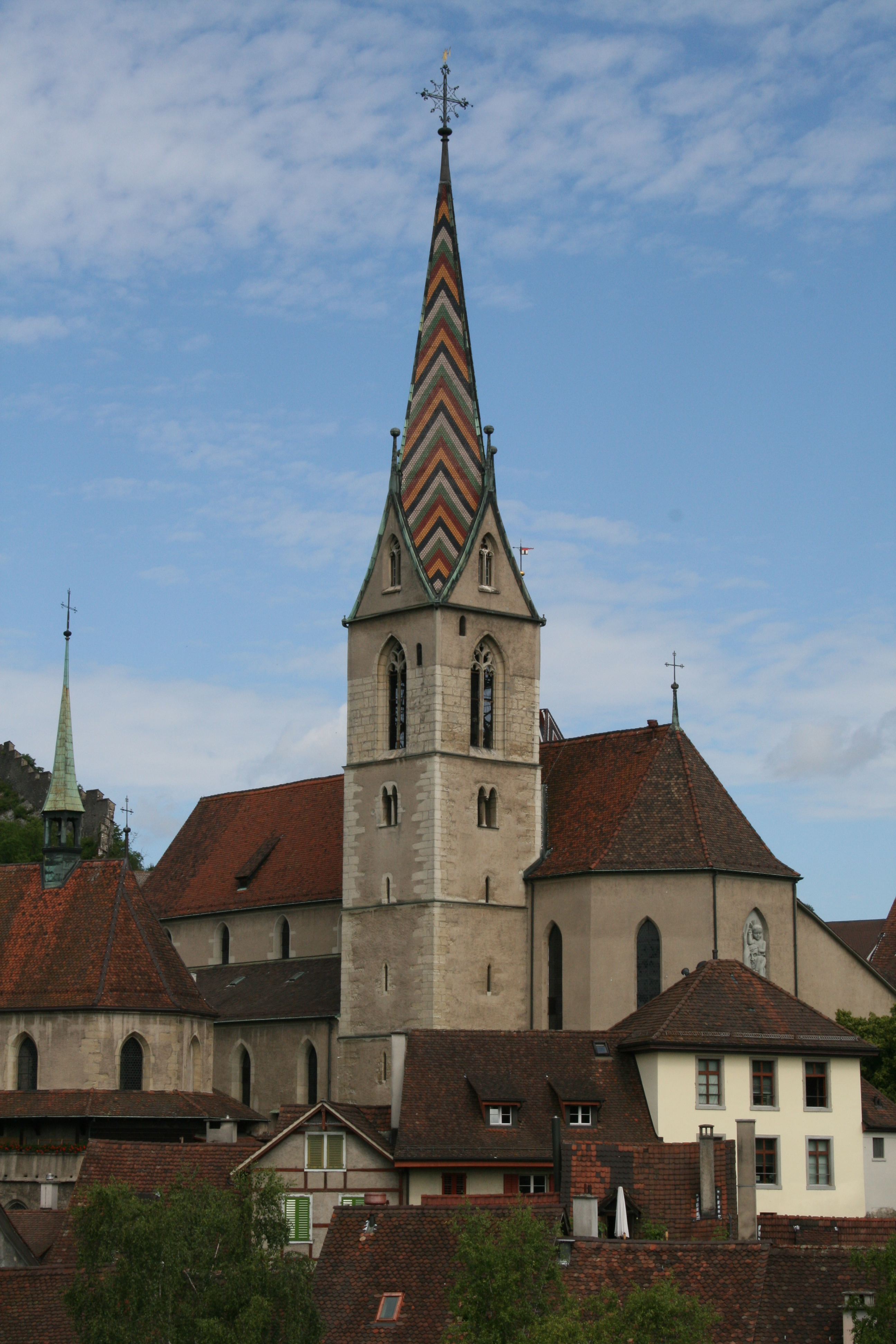
Stadtpfarrkirche Maria Himmelfahrt

Die Stadtpfarrkirche Maria Himmelfahrt ist die römisch-katholische Pfarrkirche in Baden in der Schweiz. Sie gehört zur Katholischen Kirchgemeinde Baden-Ennetbaden (Pastoralraum Aargauer Limmattal) im Bistum Basel. 
Die Kirche befindet sich im Zentrum der Altstadt am Rande einer Geländeterrasse, die zur Limmat hin abfällt. In ihrer heutigen Form basiert sie auf den im 15. Jahrhundert errichteten gotischen Kirchenbau, die Geschichte der Pfarrei reicht jedoch bis ins frühe Mittelalter zurück. Am südlichen Abhang der Terrasse steht die Sebastianskapelle, die früher als Beinhaus diente. Ein Teil des umgebenden Geländes wurde bis 1820 als Friedhof genutzt.
Die Stadtpfarrkirche ist ein Kulturgut nationalen Ranges.

## Geschichte

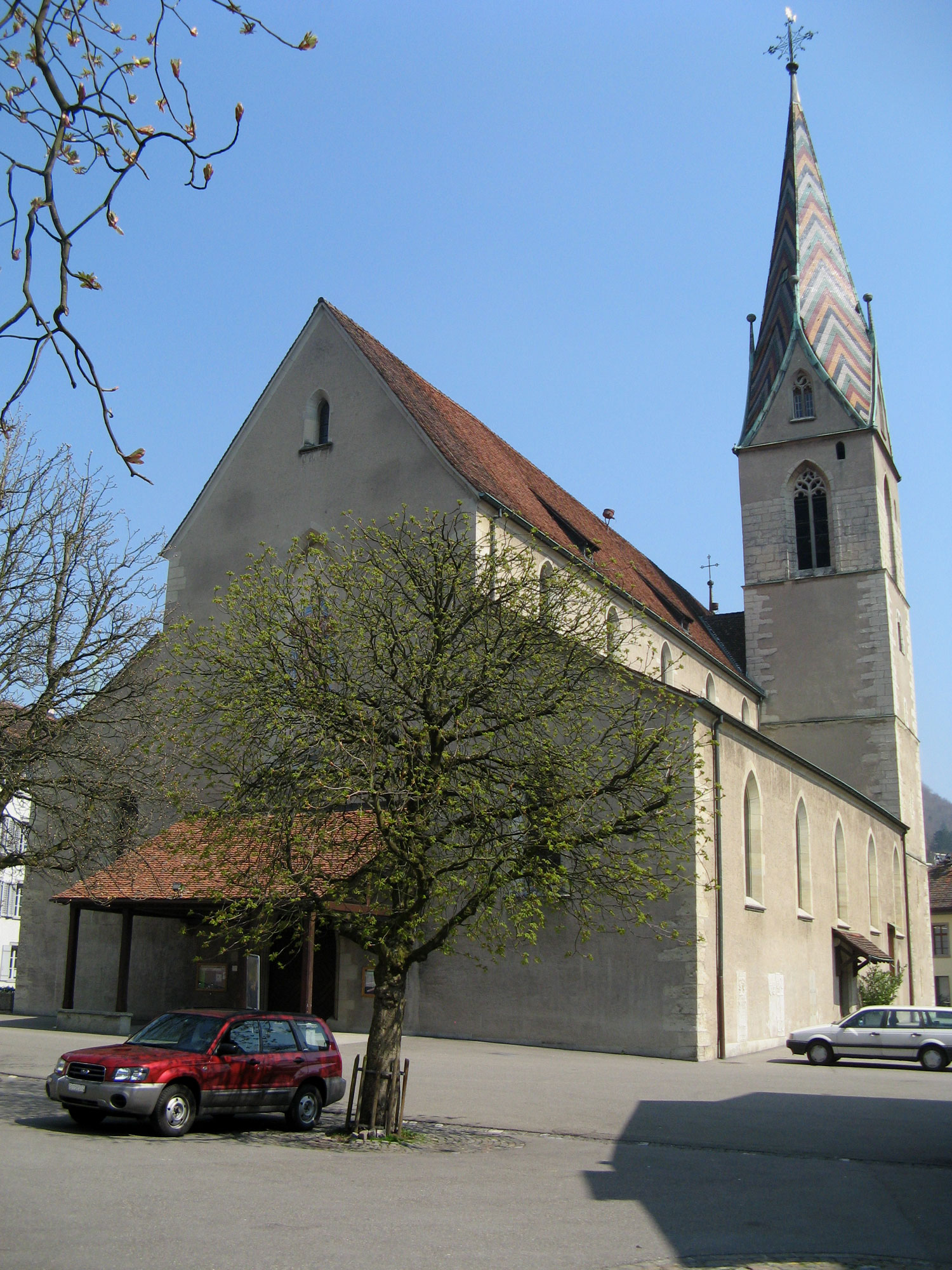
Die Kirche von vorne gesehen

Der erste Vorgängerbau der heutigen Kirche entstand in der zweiten Hälfte des 9. Jahrhunderts. Er stammt aus karolingischer Zeit und wurde bei Ausgrabungen 1967/68 untersucht. Die Kirche war im Rechteck mit Massen von 26,4 auf 11,2 Metern angelegt. Im 12. Jahrhundert entstand an derselben Stelle eine romanische Kirche, deren Südwand um ungefähr einen Meter versetzt war und die an der Ostseite durch eine halbkreisförmige Apsis abgeschlossen war. Bereits im 14. Jahrhundert ist Maria als Patronin der Kirche nachweisbar. Seit 1650, als Papst Innozenz X. der Kirche die Gebeine des Katakombenheiligen Damian schenkte, ist dieser der zweite Kirchenpatron.
Urkundlich wird die Existenz einer Pfarrei in Baden erstmals im Jahr 1241 nachweisbar, mehr als 50 Jahre vor der formellen Stadtgründung. Herzog Friedrich von Habsburg übertrug die Kirche 1406 dem Kloster Wettingen, als Entschädigung für die beim Guglerkrieg von 1375 und beim Sempacherkrieg von 1386 erlittenen Verluste. Die Folge waren häufige Streitigkeiten zwischen der Stadt und dem neuen Kollator; insbesondere bei Priestervakanzen versuchte die Stadt, ihren Einfluss auszudehnen.
Vom 19. Mai bis zum 8. Juni 1526 fand in der Stadtpfarrkirche die Badener Disputation zwischen Johannes Eck und Johannes Oekolampad statt. Es handelte sich um die erste Disputation der zwinglianischen Reformation ausserhalb von Zürich. Vier der Dreizehn Alten Orte entschieden sich für den neuen Glauben, was das Ende der konfessionellen Einheit der Eidgenossenschaft bedeutete. Die Stadt blieb katholisch, vor allem weil sie ihren Status als Tagsatzungs- und Kurort nicht gefährden wollte.
1624 gründete die Stadt ein der Kirche angeschlossenes Chorherrenstift. Nach der Aufhebung des Klosters Wettingen im Jahr 1841 (siehe Aargauer Klosterstreit) fiel das Kirchenvermögen zunächst an den Kanton Aargau, vier Jahre später an die Stadt. Während des Kulturkampfs wurde das Chorherrenstift 1875 aufgehoben.
1967/68 wurde eine umfassende Renovierung vorgenommen. Im Jahr 2021 wird von Mai bis voraussichtlich November eine umfassende Sanierung durchgeführt. Dabei geht es um Ausbesserungen, Beseitigung von Fehlerstellen und die Reinigung der Außenhülle, gründliche Reinigung, Ausbesserungen und Auffrischungen im Innern, Brandschutzmassnahmen und die komplette Sanierung der Elektroinstallationen.

## Architektur und Einrichtung

### Der Kirchenbau

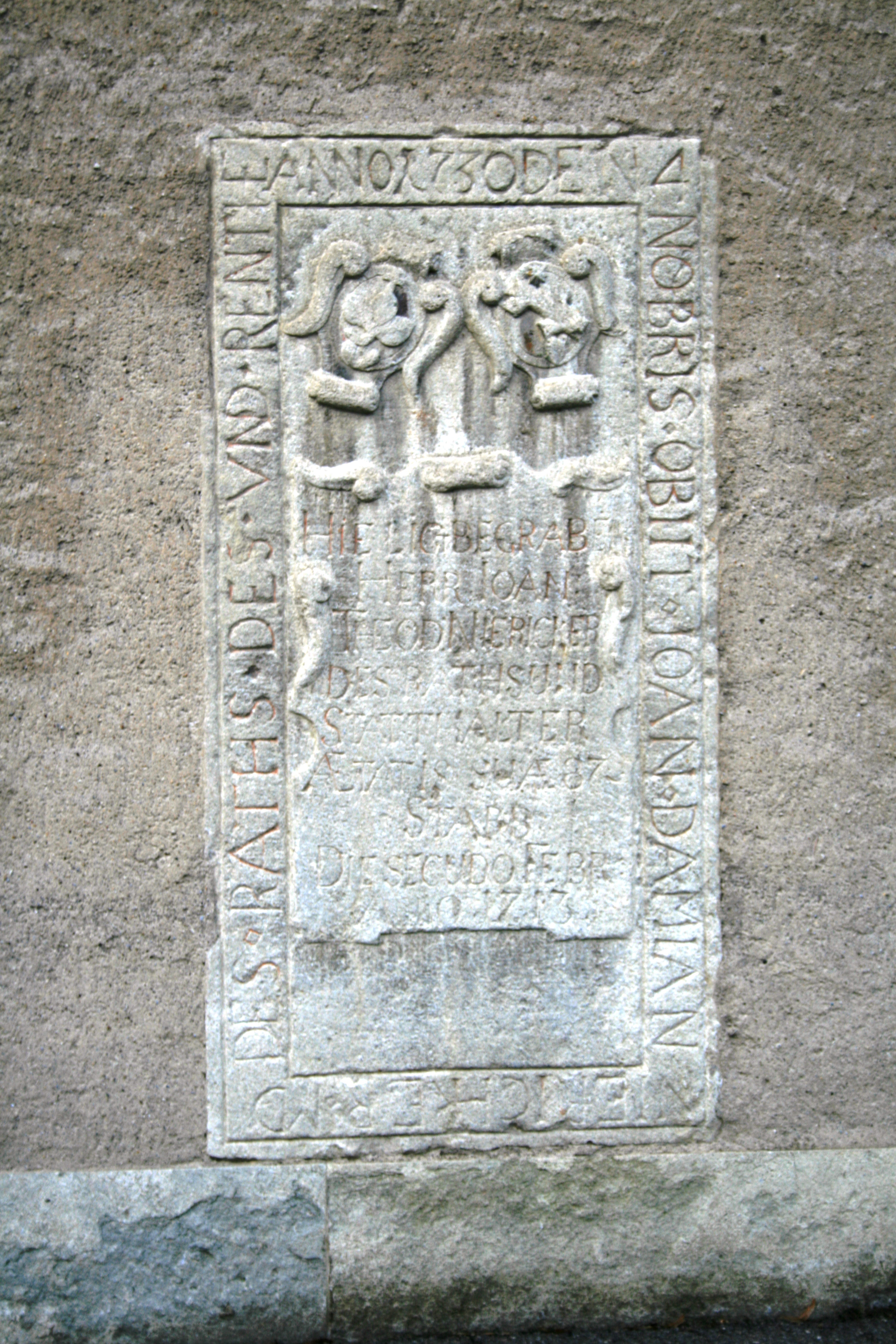
Grabplatte an der südlichen Aussenmauer

Die heutige Pfarrkirche wurde als dreischiffige gotische Kirche in den Jahren 1457–1460 erbaut, unter der Leitung der Werkmeister Hans Murer und Cunrat Zobrist. Die frühere Mauritiuskapelle verlor ihre eigenständige Funktion als Sakralraum und wurde zur Sakristei umgebaut. Der Bau des Kirchturms verzögerte sich um mehrere Jahrzehnte und konnte erst 1489–1493 durch Martin Grülich ausgeführt werden.
Das Mittelschiff behielt die Breite der bisherigen Kirche und wurde um die beiden Seitenschiffe erweitert. Die Westseite verlängerte man um viereinhalb Meter. Der Chor und die untersten drei Geschosse des Turmes sind älter und gehen auf das 14. Jahrhundert zurück. Eine Gesamtrenovation erfolgte im Jahr 1884, eine umfassende Innenrenovation 1967/68.
An der Aussenmauer der Westfassade wurde 1937 ein vom Zürcher Künstler Paul Bodmer entworfenes Mosaik angebracht, das die Himmelfahrt Mariens zeigt. Ein Relief des heiligen Christophorus des Badener Künstlers Walter Squarise schmückt das Chorhaupt und 1951 folgte, vom selben Künstler, der lehrende Jesus auf dem nördlichen Seitenschiff. Seit den 1930er Jahren finden sich an der Aussenmauer des südlichen Seitenschiffs Grabplatten aus dem ehemaligen Beinhaus.

### Der Turm und die Glocken
Der Turm der Stadtkirche ist 52 Meter hoch, womit er nach dem rund vier Meter höheren Stadtturm das zweithöchste Gebäude der Altstadt ist. Abgeschlossen wird er von einem spitzen Turmhelm, der mit farbigen Ziegeln gedeckt ist. Er wurde in der letzten Bauphase der Kirche (1490) errichtet. Im Turm hängen sechs Glocken, die im Jahr 1926 von der Firma H. Rüetschi in Aarau gegossen wurden.

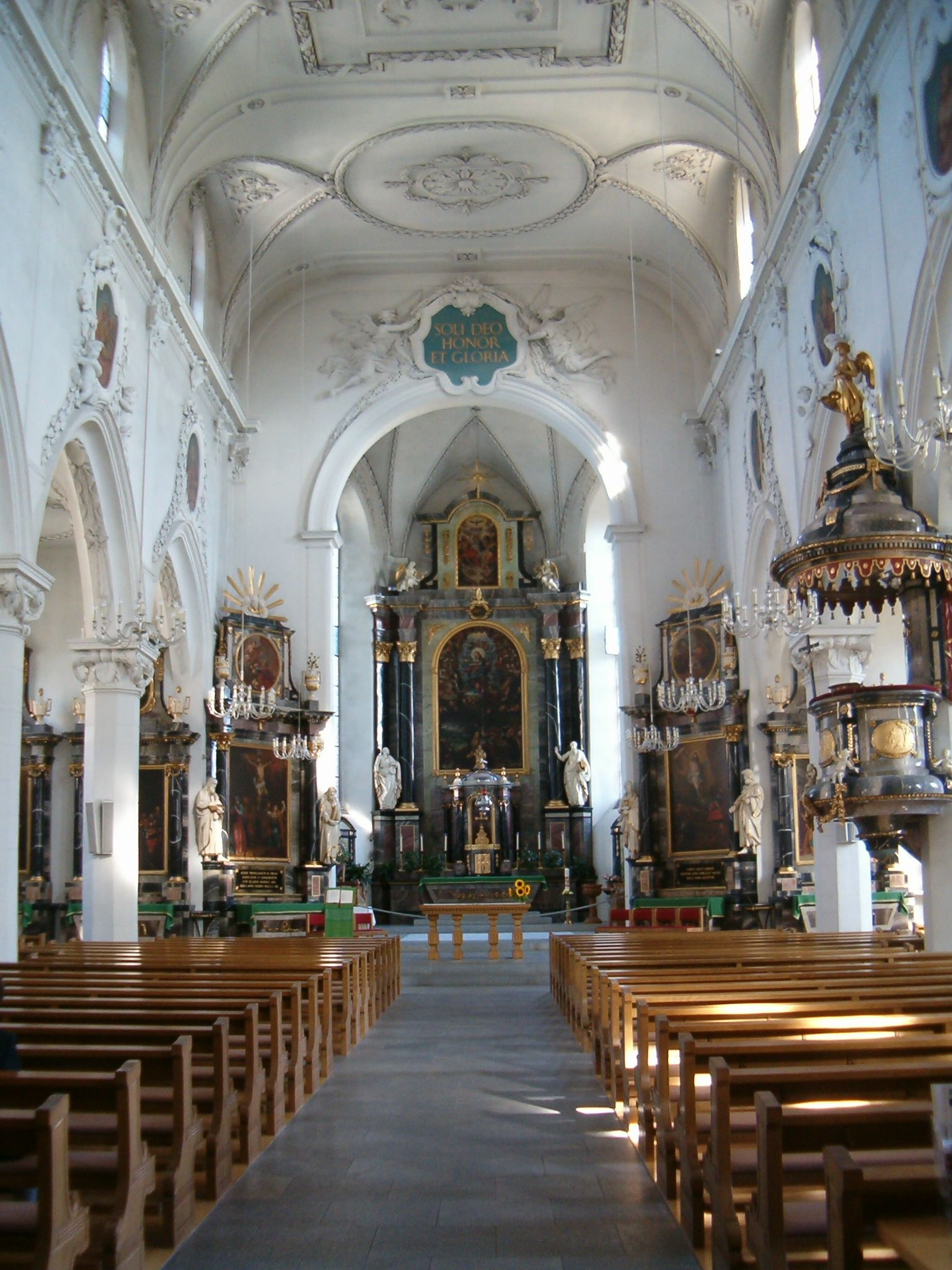
Innenansicht der Stadtpfarrkirche

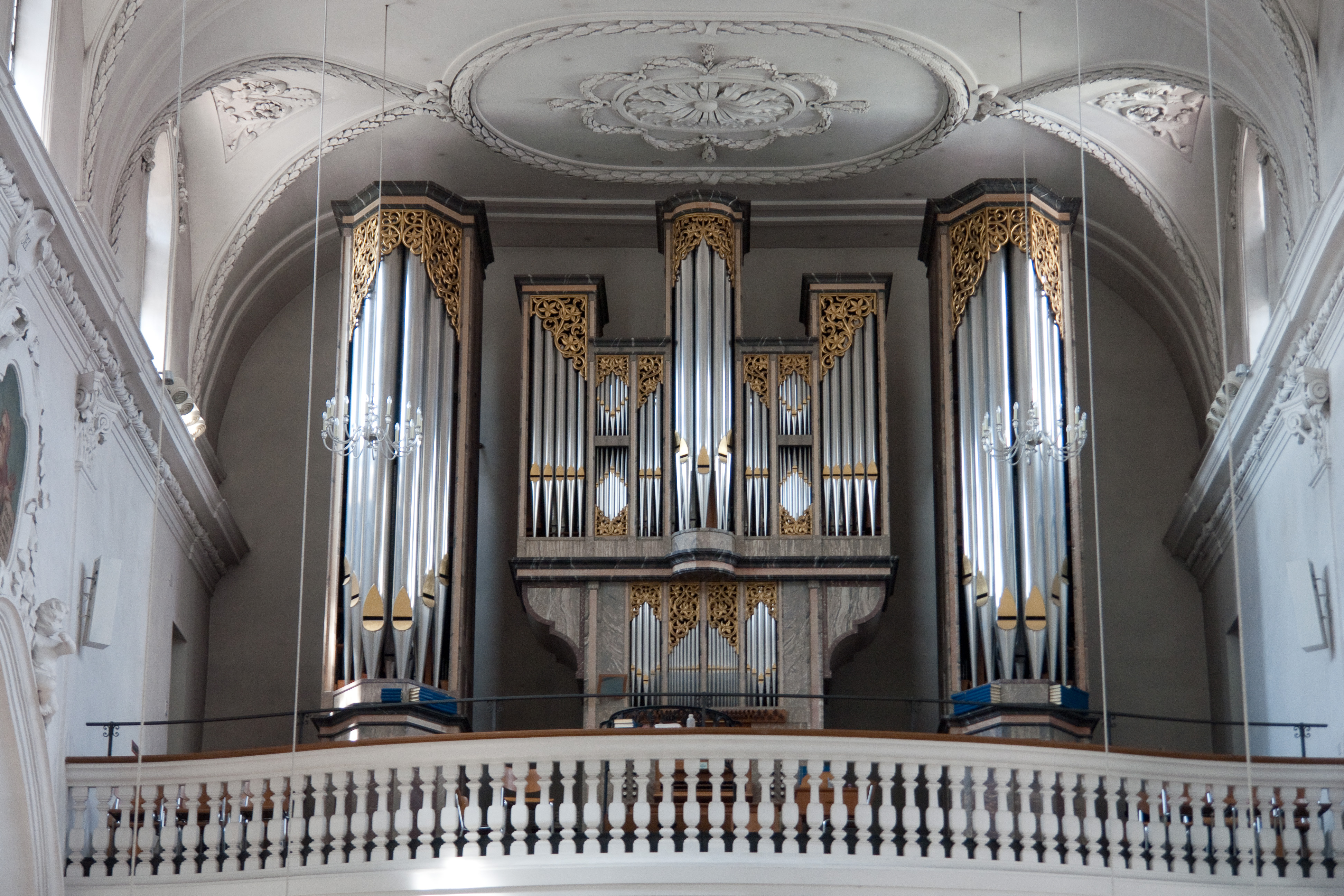
Orgel

| Glocke | Name          | Gewicht | Schlagton |
| ------ | ------------- | ------- | --------- |
| 1      | St. Damianus  | 5234 kg | as°       |
| 2      | St. Maria     | 3562 kg | b°        |
| 3      | St. Josef     | 2161 kg | des′      |
| 4      | St. Katharina | 1104 kg | f′        |
| 5      | St. Aloisius  | 0631 kg | as′       |
| 6      | St. Cordula   | 0448 kg | b′        |

### Das Kircheninnere
Das Innere der Kirche ist im Laufe der Zeit einige Male verändert worden. Zwischen 1612 und 1617 wurden barocke Hochaltarblätter und Passionsbilder und zwischen 1696 und 1698 Stuckaturen und Prophetenbilder ergänzt. Zu Beginn des 19. Jahrhunderts erfolgte eine klassizistische Umgestaltung der Stuckdecke, von Altären und Kanzel. Heute ist der Innenraum der Kirche, aufgrund der klar verglasten Fenster der Seitenschiffe und der weissen Wände, hell. Die Decke der Seitenschiffe ist im Vergleich zum Mittelschiff niedrig. Letzteres wird von achteckigen Pfeilern getragen. Auf der Westseite des Mittelschiffs findet sich eine Empore mit der Orgel.

### Orgel
Die Orgel auf der Empore wurde 1968 vom Orgelbauunternehmen Metzler aus Dietikon gebaut. Sie verfügt über 41 Register auf drei Manualwerken und Pedal.

### Kirchenschatzmuseum
Das Kirchenschatzmuseum der römisch-katholischen Pfarrei Baden beherbergt einen der bedeutendsten Kirchenschätze des Kantons Aargau. In ihm werden liturgische Geräte, Paramente (vollständige Ornate und liturgische Textilien) sowie Zeugnisse des Gold- und Silberschmiedehandwerks vom späten Mittelalter bis in die Neuzeit aufbewahrt und gezeigt. Es befindet sich in zwei Räumen über der Sakristei der katholischen Stadtkirche im Zentrum der Stadt Baden und kann nur auf Voranmeldung besucht werden.

### Sebastianskapelle

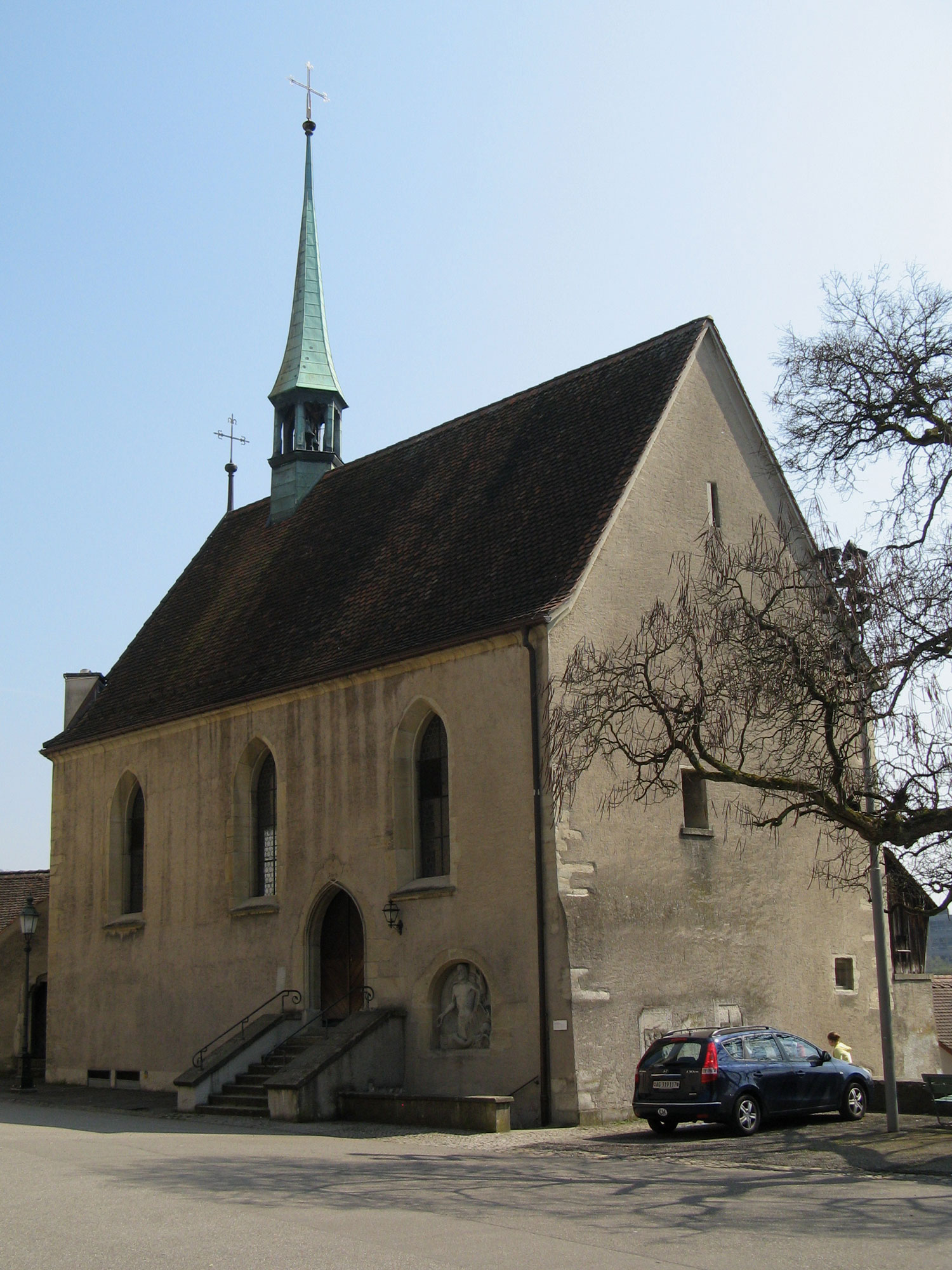
Sebastianskapelle

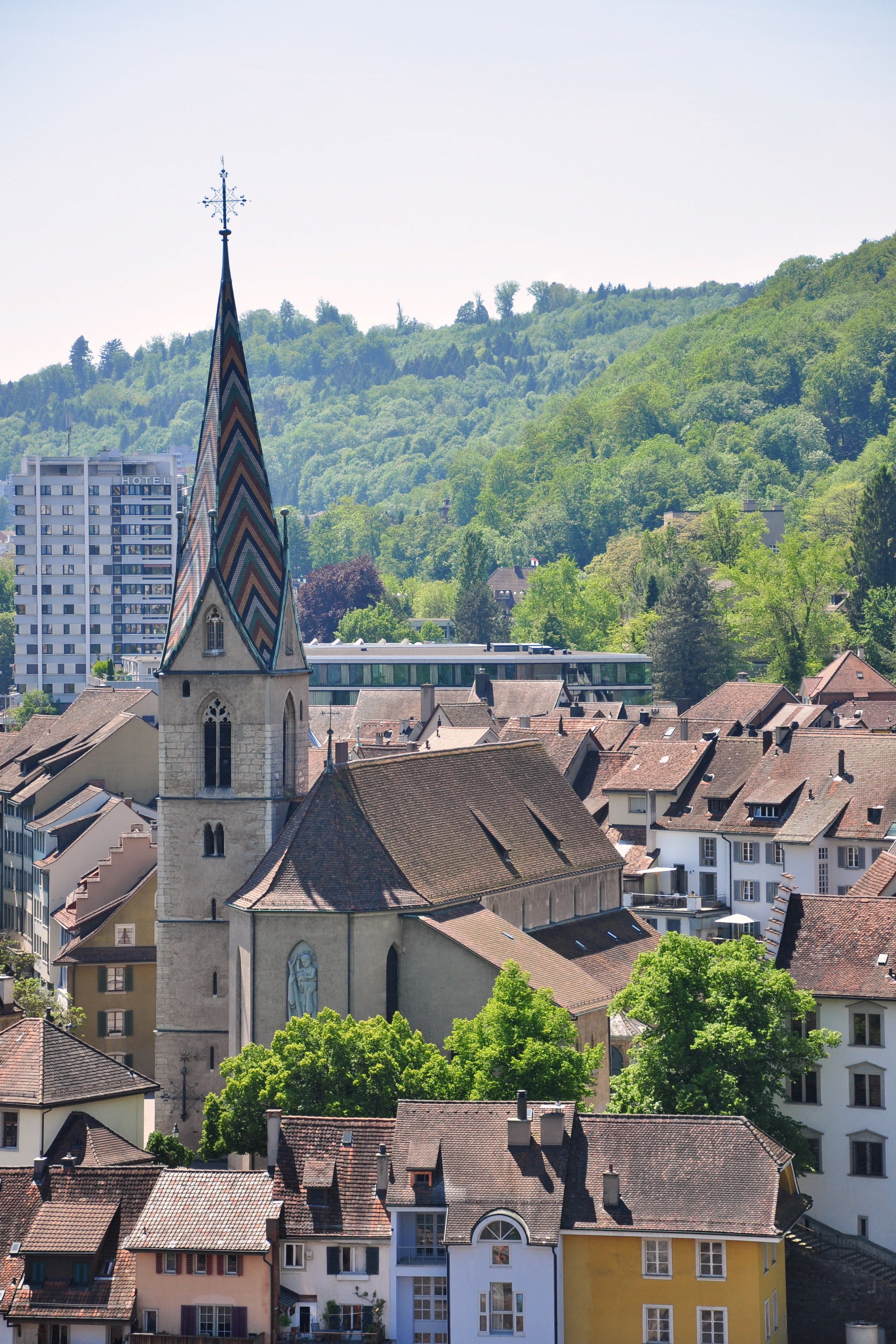
Ansicht vom Schartenfels

1481 liess die Stadt am Terrassenabhang unmittelbar südlich der Kirche ein teilweise unterirdisches Beinhaus errichten. Darüber entstand im ersten Jahrzehnt des 16. Jahrhunderts eine Kapelle. Den 1509 abgeschlossenen Bau finanziert hatte Stadtschreiber Ulrich Dösch, ausführender Werkmeister war Hans Murer. Die Kapellenweihe nahm Balthasar Brennwald vor, Weihbischof des Bistums Konstanz. Beim Gebäude handelt es sich um eine schlichte gotische Kapelle mit Satteldach und Dachreiter. Die massive Wand des Beinhauses weist talseitig einen Wehrgang auf, der Teil der früheren Stadtbefestigung war.